# Pritchardia glabrata
Pritchardia glabrata es una especie de palmera originaria de la isla de  Maui, en Hawaii, en el bosque húmedo en Lanai y la vertiente sur y sureste y los valles del macizo Puu Kukui, West Maui, a 300-900 m de altitud.

## Descripción
Es una palmera que alcanza un tamaño de 5 m de alto; con los márgenes proximales del pecíolo con sólo unas pocas fibras; limbo ondulante, dividido a la mitad; inflorescencias compuestas de  1-3 panículas, menor o iguales a pecíolos de flores y frutas, panículas ramificadas de 2 a 3 órdenes, raquilas glabras; las frutas de 20-30 x 20-2S mm, globosas a elipsoides.

## Taxonomía
Pritchardia glabrata fue descrita por  Becc. & Rock y publicado en Memoirs of the Bernice Pauahi Bishop Museum.... 8: 42. 1921.
Etimología
Ver: Pritchardia
glabrata: epíteto latino que significa "calva, sin pelo".
Sinonimia
- Pritchardia elliptica Rock & Caum
- Pritchardia lanaiensis Becc. & Rock[5][6]